# برايان غيبونز
برايان غيبونز (بالإنجليزية: Brian Gibbons)‏ هو سياسي بريطاني، ولد في 25 أغسطس 1950 في دبلن في جمهورية أيرلندا. حزبياً، نشط في حزب العمال.

## مناصب
- انتخب Minister for Social Justice and Local Government ‏ (19 يوليو 2007 – 9 ديسمبر 2009).
- في انتخابات الجمعية الوطنية الويلزية 2007 [الإنجليزية]‏، انتخب عضو الجمعية الوطنية الويلزية الثالثة ‏ عن دائرة Aberavon (Senedd constituency) [الإنجليزية]‏ وقد انضم خلال فترته النيابية  [لغات أخرى]‏ (3 مايو 2007 – 30 مارس 2011) للكتلة البرلمانية حزب العمال الويلزي [الإنجليزية]‏.
- في انتخابات الجمعية الوطنية الويلزية 2003 [الإنجليزية]‏، انتخب عضو الجمعية الوطنية الويلزية الثانية ‏ عن دائرة Aberavon (Senedd constituency) [الإنجليزية]‏ وقد انضم خلال فترته النيابية  [لغات أخرى]‏ (1 مايو 2003 – 28 مارس 2007) للكتلة البرلمانية حزب العمال الويلزي [الإنجليزية]‏.
- في انتخابات الجمعية الوطنية الويلزية 1999 [الإنجليزية]‏، انتخب عضو الجمعية الوطنية الويلزية الأولى عن دائرة Aberavon (Senedd constituency) [الإنجليزية]‏ وقد انضم خلال فترته النيابية  [لغات أخرى]‏ (6 مايو 1999 – 2 أبريل 2003) للكتلة البرلمانية حزب العمال الويلزي [الإنجليزية]‏.
- انتخب Minister for the Economy and Transport [الإنجليزية]‏ (25 مايو 2007 – 19 يوليو 2007).
- انتخب Minister for Health and Social Services [الإنجليزية]‏ (10 يناير 2005 – 25 مايو 2007).